# تشارلي زينك
تشارلي زينك (بالإنجليزية: Charlie Zink) هو لاعب كرة قاعدة أمريكي، ولد في 26 أغسطس 1979 في Carmichael, California ‏ في الولايات المتحدة.

## وصلات خارجية
- تشارلي زينك على موقع دوري كرة القاعدة الرئيسي (الإنجليزية)
- تشارلي زينك على موقعبيزبول رفرنس.كوم (الدوري الرئيسي) (الإنجليزية)
- تشارلي زينك على موقعبيزبول رفرنس.كوم (الدوري الثانوي) (الإنجليزية)
- تشارلي زينك على موقع إي إس بي إن.كوم (أم.أل.بي) (الإنجليزية)
- تشارلي زينك على موقع مشجعي الرسوم البيانية (الإنجليزية)